# Dübendorf
Dübendorf is een gemeente en plaats in het Zwitserse kanton Zürich, en maakt deel uit van het district Uster. De Glatt, een zijrivier van de Rijn, loopt door de plaats.
Dübendorf met 22 à 23.000 inwoners heeft zich ontwikkeld tot een voorstad van Zürich. Daarnaast bestaat de gemeente uit Gfenn, Hermikon en Stettbach en de iets verder weg gelegen plaatsen Gockhausen, Geeren en Dübelstein.
Dübendorf heeft een station aan de spoorlijn Wallisellen - Rapperswil (de Glatthallinie).
In de gemeente bevindt zich de vliegbasis Dübendorf van de Zwitserse luchtmacht. Die was oorspronkelijk ook de luchthaven van Zürich, maar verloor die functie toen na de Tweede Wereldoorlog de Flughafen Zürich bij Kloten in dienst kwam. Op het vliegveld is een luchtvaartmuseum gevestigd: het Flieger-Flab-Museum.
Sinds de jaren 2010 zijn er in Dübendorf meerdere hoge woontorens gebouwd die de plaats een meer stedelijk karakter geven. Enkelen behoren tot de hoogste van Zwitserland, waaronder de JaBee Tower gebouwd in 2019 (100 meter hoog) en de Three Point torens die in 2024 gereed komen (tussen de 102 en 113 meter hoog). 

## Fotogalerij

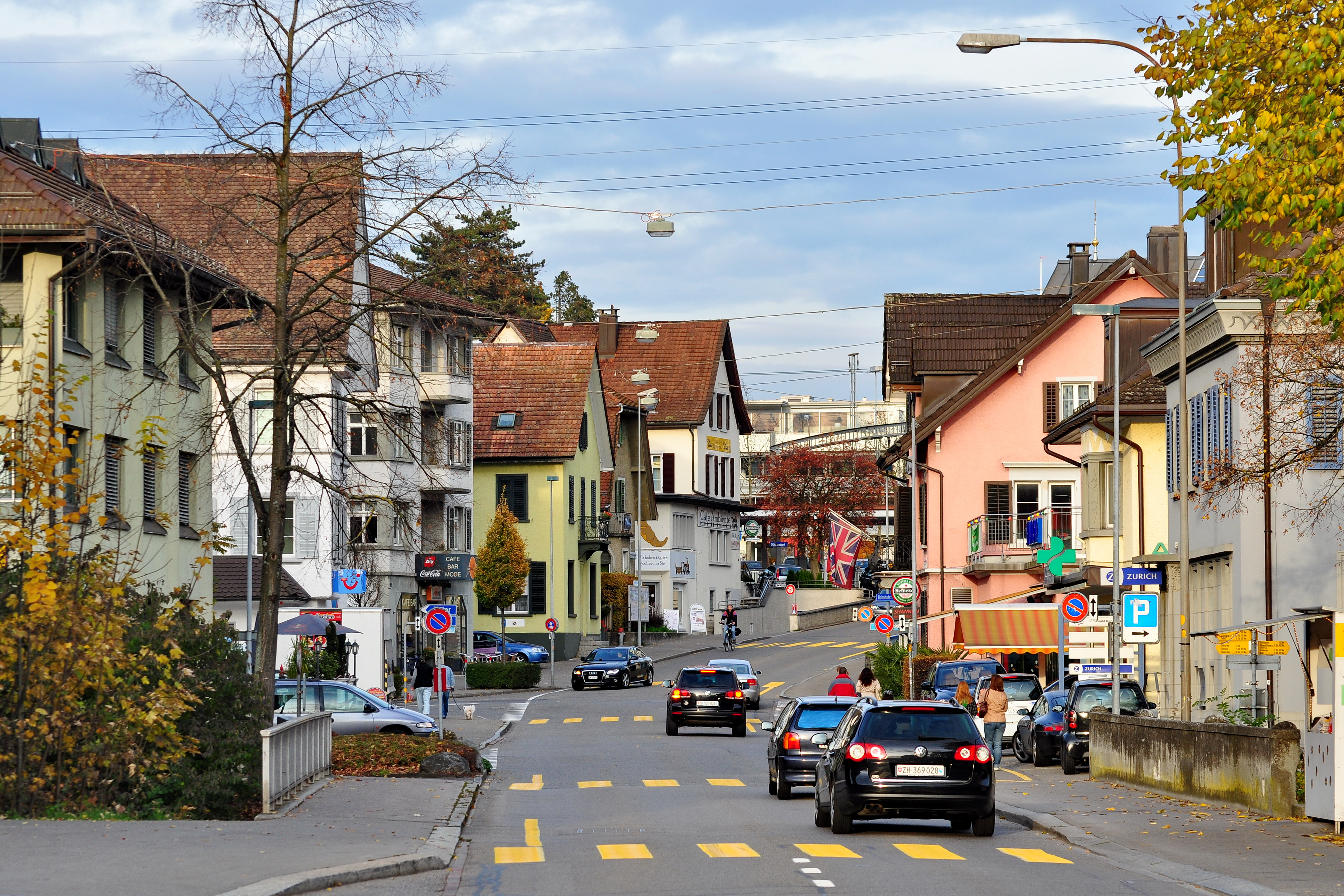
Bahnhofstrasse
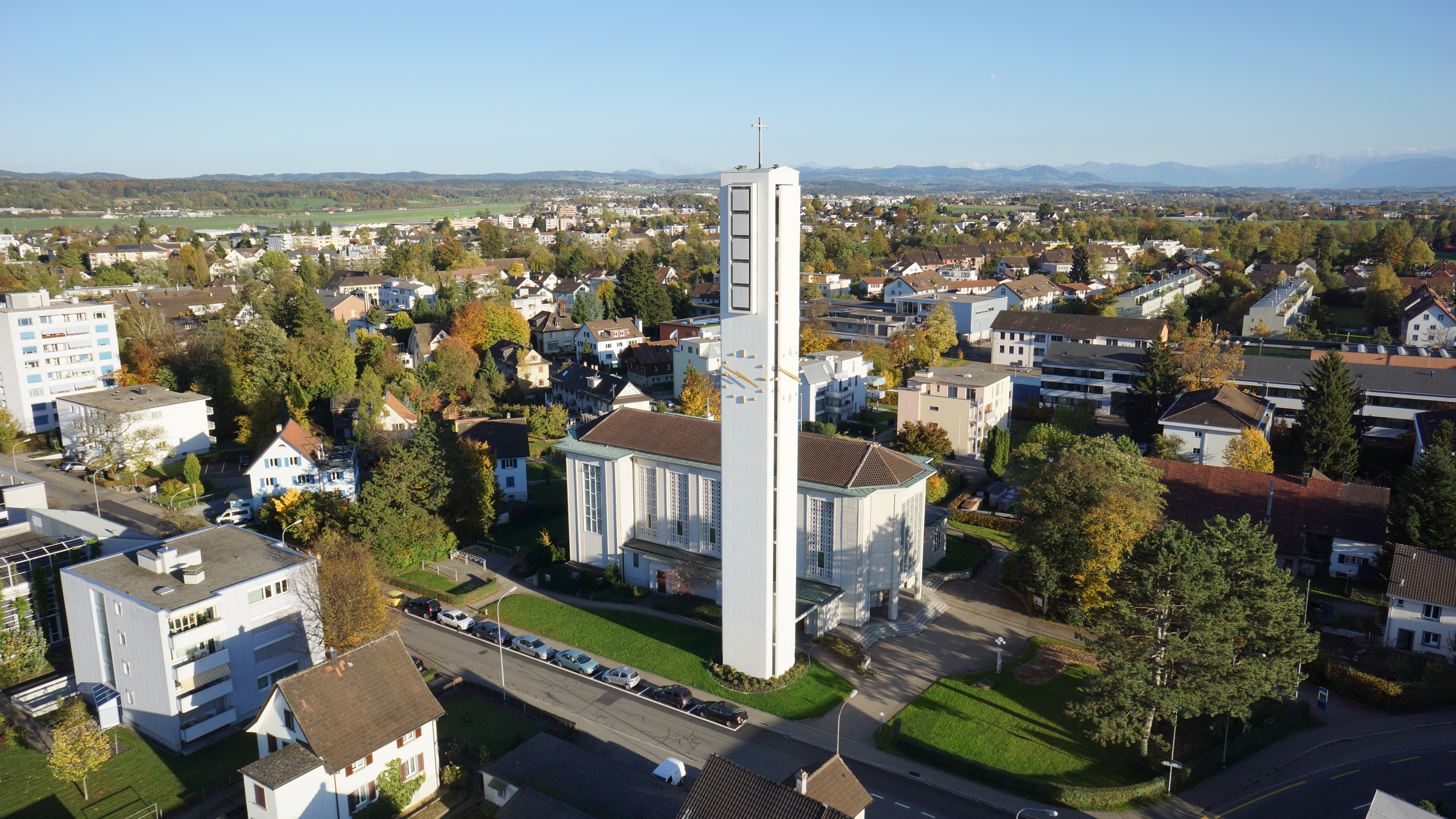
Katholieke kerk
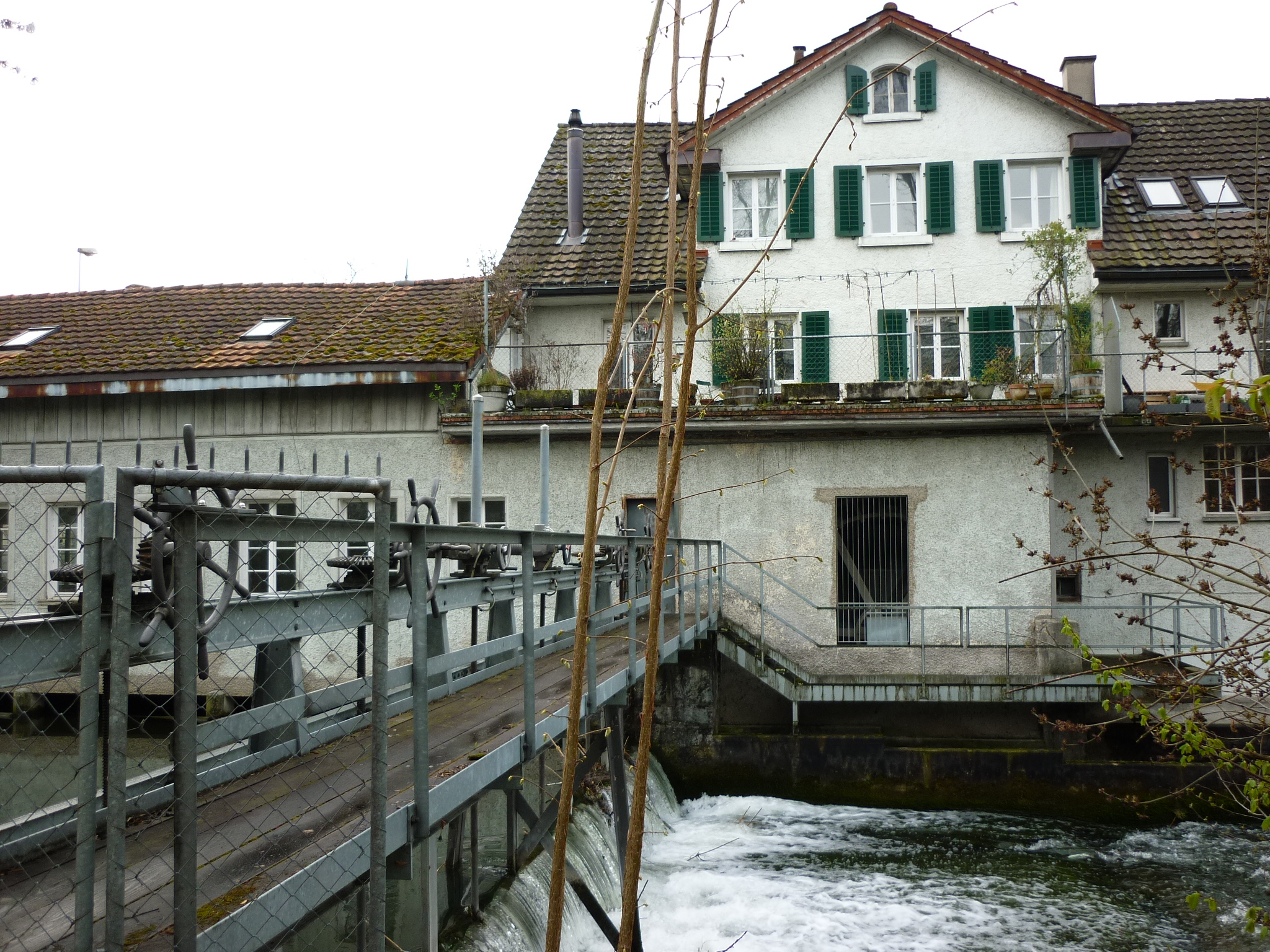
Watermolen Birchlen
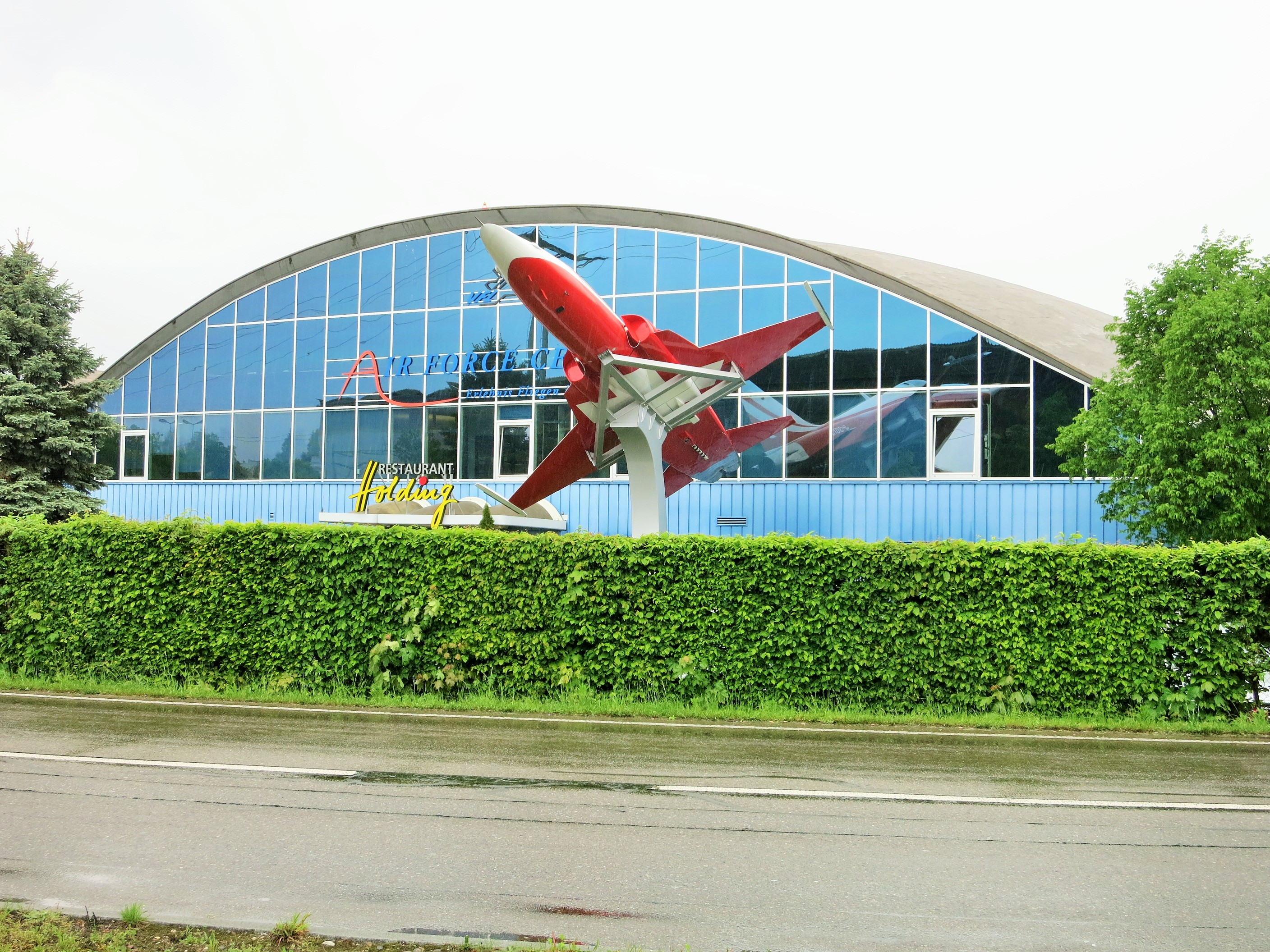
Flieger-Flab-Museum
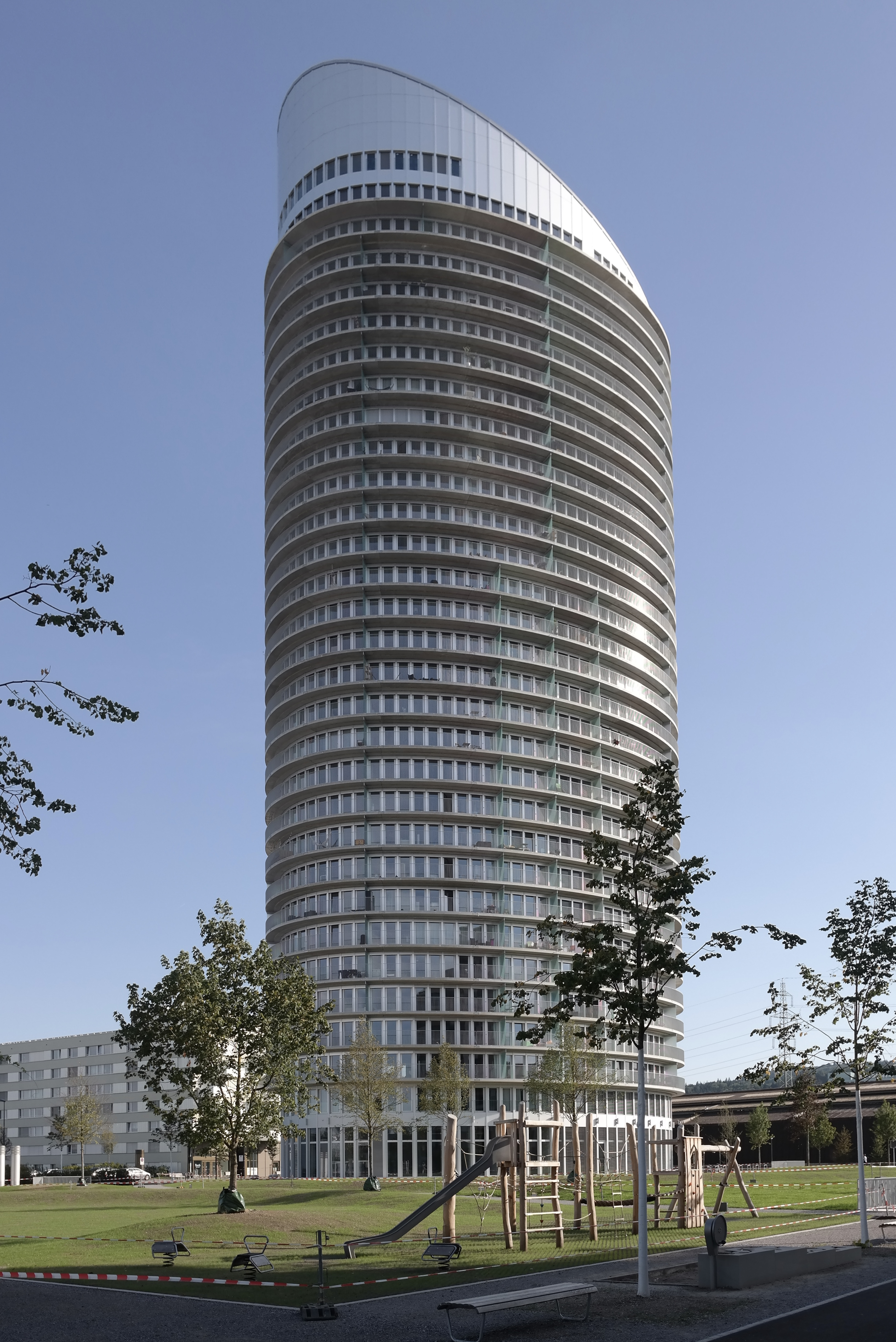
JaBee Tower
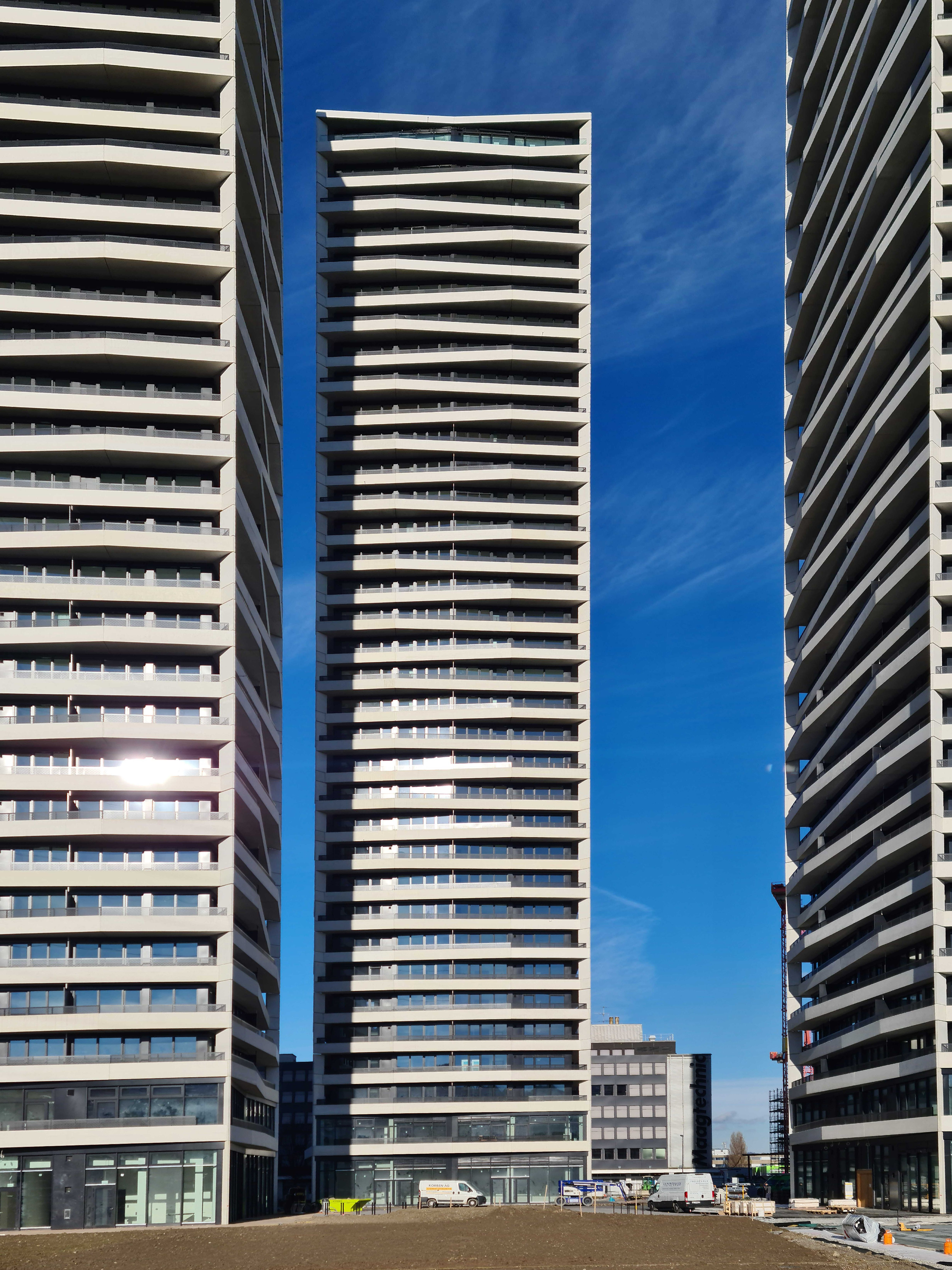
Three Point torens

## Sport
In februari 2020 vonden de wereldkampioenschappen veldrijden plaats op en rond het vliegveld van Dübendorf. De Nederlanders Mathieu van der Poel en Ceylin del Carmen Alvarado wonnen er de wereldtitels bij de senioren.

## Geboren
- Wilhelm Meyer-Lübke (1861-1930), romanist

## Overleden
- Oskar Bider (1891-1919), luchtvaartpionier
- Willy Birgel (1891-1973), acteur